# Sonnet 19

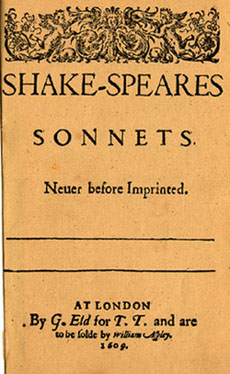
Sonnetten van Shakespeare, 1609

Sonnet 19 of XIX is een van de Sonnetten van Shakespeare, voor het eerst gepubliceerd in 1609, waarin hij zijn liefde bezingt voor een aantrekkelijke jongeman. Het volgt op het beroemde Sonnet 18 dat het begin vormt van een reeks sonnetten die de aantrekkelijkheid van de jongeling centraal stellen. De beschreven schoonheid wordt verdedigd in een aanklacht tegen de tijd. Door het gedicht te schrijven hoopt Shakespeare de teloorgang te stoppen.

## Shakespeares tekst
| Sonnet 19 Devouring time, blunt thou the lion's paws, And make the earth devour her own sweet brood; Pluck the keen teeth from the fierce tiger's jaws, And burn the long-lived phoenix, in her blood. Make glad and sorry seasons as thou fleet'st, And do whate'er thou wilt, swift-footed time, To the wide world and all her fading sweets. But I forbid thee one most heinous crime: O, carve not with thy hours my love's fair brow, Nor draw no lines there with thine antique pen. Him in thy course untainted do allow For beauty's pattern to succeeding men. Yet do thy worst, old time; despite thy wrong My love shall in my verse ever live young. |

## Vertaling
Verslindende Tijd, verslijt de klauwen van de leeuw,
En maak dat de aarde haar eigen heerlijke kroost verslindt,
Trek de scherpe tanden uit de sterke kaken van de tijger,
En verbrand de langlevende feniks in de kracht van zijn leven,
Schep vrolijke en trieste seizoenen terwijl je langsscheert,
En doe wat je maar wil, vlugvoetige Tijd,
Met de wijde wereld en al haar voorbijgaande heerlijkheden,
Maar ik verbied je deze gruwelijke daad:
O, kerf met je uren niet het schone gelaat van mijn geliefde,
En trek er geen lijnen in met je eeuwenoude schrijfgerei.
Laat hem onaangetast op je tocht
Als voorbeeld van schoonheid voor volgende generaties.
Ach, ga je slechtste gang maar, ouwe Tijd: ondanks je kwaad
Blijft mijn lief voor altijd jong in dit gedicht.

## Analyse
De dichter richt zich tot een personificatie van de onstuitbaar voortschrijdende tijd, waarin niets wordt ontzien en ook de sterkste botten en tanden vergaan. Hij wil dat de schoonheid van zijn geliefde bewaard blijft, maar weet dat hij het onmogelijke vraagt. In het laatste paar regels troost hij zich met de gedachte dat de tijd kan worden overwonnen door een onsterfelijk gedicht te schrijven.
Het eerste kwatrijn wordt het meest sprekend gevonden. In zijn schets van de almacht van de tijd bestrijkt de schrijver de hele natuur. De tijd heerst over het lot van de gevaarlijkste roofdieren, over alles wat de aarde voortbrengt en zelfs mythische wezens zoals de vogel Phoenix, die steeds moet worden herboren. De uitdrukking in her blood betekent "vol van leven", "op haar hoogtepunt". Door de tijd ontstaat de afwisseling van jaargetijden, en gebeuren er onvoorspelbare en onbeschrijfelijke dingen. Radeloos legt de schrijver de tijd een onhoudbaar verbod op in het laatste kwatrijn. In het distichon speelt hij zijn laatste troef. Hij snoeft dat de tijd oud is en een slechte invloed heeft en besluit dat nu het gedicht is geschreven, de slijtage en rimpelvorming van zijn geliefde is bedwongen.